# The Bags
The Bags fue una banda de punk rock formada en Los Ángeles, Estados Unidos, en 1977. Perteneció a la primera ola del punk, también llamado "punk 77" y a la escena punk de California de Los Ángeles.

## Historia
The Bags fue fundada por Alice Armandariz y Patricia Morrison, quienes se conocieron en una audición para la banda femenina Venus and the Razorblades. Alice Armandariz fue la vocalista y Patricia Morrison la bajista, y tomaron el nombre de la banda para sus nombres artísticos: "Alice Bag" y "Pat Bag" respectivamente de un juego de palabras donde llevaban unas "bolsas" ("bag" en inglés) sobre sus cabezas durante sus primeras actuaciones. Este juego no duró demasiado tiempo, en parte debido a un incidente en el que Darby Crash, de la banda de punk The Germs, corrió al escenario y le arrancó la bolsa de la cabeza a Alice. La banda se completó con los guitarristas Rob Ritter, Craig Lee y Terry Graham en la batería.
The Bags tocaron su primer concierto en The Masque, el 10 de septiembre de 1977. Para 1978, lanzaron su único trabajo musical grabado durante toda la vida de la banda que fue un sencillo llamado "Survive", respaldado por "Babylonian Gorgon", lanzado por el sello discográfico independiente Dangerhouse. La canción "We Don't Need The English" fue incluido para el álbum compilatorio de punk "Yes L.A." realizado por el mismo sello discográfico.
Después de eso, Pat Bag abandonó la formación. En 1980, el grupo, a excepción de Pat Bag, fue filmado por Penelope Spheeris para el documental de punk rock "The Decline of Western Civilization", que también tuvo la participación de otras bandas de la escena punk americana, como Black Flag, X, Circle Jerks, Fear, The Germs, Catholic Discipline y otras bandas representantes de la movida punk de Los Ángeles. Los productores del filme decidieron que para el documental, el nombre del grupo The Bags fuera cambiado por el de "Alice Bag Band", para evitar cualquier conflicto con la exmiembro de Pat. De cualquier forma, para 1981, que fue cuando el filme fue estrenado, la banda ya se había disuelto.

## Trabajos musicales posteriores de los exmiembros de la banda
A pesar de que la banda tuvo un periodo pequeño de existencia, posteriormente, los miembro se vieron involucrados en diferentes proyectos relacionados con el punk, el post punk y la música gótica como el deathrock y el rock gótico.
Después que Alice Bag abandonó The Bags, se unió a la banda de deathrock estadounidense Castration Squad, que incluía a Phranc y la cantante Dinah Cancer (Líder de la banda de deathrock y horror punk californiana 45 Grave) y algunos otros miembros más.
Por su parte, Patricia Morrison llegó a pertenecer a bandas icónicas como la banda de punk estadounidense The Gun Club, la banda iniciadora del punk inglés y rock gótico  The Damned como bajista y que posteriormente llegó a casarse y tener una hija con el líder de la banda Dave Vanian, pero sin duda el trabajo que le dio fama internacional a Morrison sería en la banda icónica del rock gótico inglés The Sisters of Mercy junto a su líder Andrew Eldritch en su exitoso álbum Floodland en 1988.
El baterista Terry Graham también se unió a The Gun Club tocando la batería, el guitarrista Rob Ritter también hizo lo mismo y apareció en su primer LP "Fire Of Love", pero posteriormente cambió su nombre al de Rob Graves para unirse a la banda de deathrock 45 Grave junto a Dinah Cancer, 45 Grave sería una banda crucial e importante al ser una de las pioneras del surgimiento del deathrock y el horror punk. En 1991 Rob Graves fallece de sobredosis de heroína.
El guitarrista Craig Lee se unió a la banda de post punk estadounidense Catholic Discipline junto al co-miembro Phranc, con el que luego trabajarían componiendo de vez en cuando, cuando Phranc se embarcó en su posterior carrera en solitario, de cualquier forma, Lee era más conocido como un escritor y crítico por publicaciones como las del fanzine Flipside y el coautor del libro "Hardcore California: A History Of Punk And New Wave". Murió en 1991 a consecuencia del sida.

## Miembros
- Alice Bag: Voz
- Patricia Morrison: Bajo
- Rob Ritter: Guitarra
- Craig Lee: Guitarra
- Terry Graham: Batería

## Discografía

### EP
- "Survive / Babylonian Gorgon" - 1978

| N.º | Título              | Duración |  |
| 1.  | «Survive»           |          |  |
| 2.  | «Babylonian Gorgon» |          |  |

### Álbum recopilatorio
- "All Bagged Up... The Collected Works 1977-1980" - 2007 (Contiene material musical que la banda hizo desde 1977 hasta 1980 pero que no sacaron al mercado hasta 2007)

| N.º | Título                       | Duración |  |
| 1.  | «Survive»                    |          |  |
| 2.  | «Babylonian Gorgon»          |          |  |
| 3.  | «We Don't Need the English»  |          |  |
| 4.  | «We Will Bury You»           |          |  |
| 5.  | «TV Dinner»                  |          |  |
| 6.  | «Violent Girl»               |          |  |
| 7.  | «Animal Call»                |          |  |
| 8.  | «Chainsaw»                   |          |  |
| 9.  | «7 and 7 Is (Love)»          |          |  |
| 10. | «1,2,3»                      |          |  |
| 11. | «Gluttony»                   |          |  |
| 12. | «In Love With Romance»       |          |  |
| 13. | «Survive»                    |          |  |
| 14. | «Car Hell»                   |          |  |
| 15. | «Real Emotions»              |          |  |
| 16. | «Bag Bondage»                |          |  |
| 17. | «Disco's Dead»               |          |  |
| 18. | «Prowlers in the Night»      |          |  |
| 19. | «Nothing's Going on in Here» |          |  |

- "Yes L.A." - 1979
- "The Decline Of Western Civilization" - 1981
- "Life Is Beautiful So Why Not Eat Health Foods?" - 1983